# Kyösti Kallio
Kyösti Kallio, rodným jménem Gustaf Kalliokangas (10. dubna 1873 Ylivieska – 19. prosince 1940 Helsinky), byl finský politik a státník, 4. prezident Finska v letech 1937 až 1940.
Pocházel ze selské rodiny a roku 1906 se stal členem nově založené agrární strany (později pojmenované Finský střed), za kterou seděl v parlamentu od roku 1907 do roku 1937. Ve finské občanské válce bojoval na straně bílých a prosazoval republikánské zřízení Finska. Byl pětkrát předsedou parlamentu, ve třech vládách sloužil jako ministr zemědělství a čtyřikrát byl premiérem (v letech 1922–1924, 1925–1926, 1929–1930 a 1936–1937). Prosadil řadu reforem zemědělství a školství a byl zastáncem prohibice, jež ve Finsku platila do roku 1932.
Prezidentem byl Kallio zvolen roku 1937 za podpory centristů a sociálních demokratů, kteří chtěli zabránit znovuzvolení konzervativce Pehra Evinda Svinhufvuda. Z úřadu odstoupil ze zdravotních důvodů 27. listopadu 1940 a zemřel necelý měsíc poté, přímo během slavnostního rozloučení s občany na helsinském nádraží, odkud měl odjet dožít na svůj statek.

## Zahraniční vyznamenání
| Stát     | Stuha              | Název                              | Datum udělení    |
| -------- | ------------------ | ---------------------------------- | ---------------- |
| Estonsko |                    | Řád bílé hvězdy I. třídy s řetězem | 1938, 26. října  |
| Estonsko |                    | Řád orlího kříže I. třídy          | 1932, 22. ledna  |
| Estonsko |                    | Kříž svobody III. stupně           | 1925, 29. dubna  |
| Island   |                    | velkokříž Řádu islandského sokola  | 1930, 22. října  |
| Lotyšsko |                    | Řád tří hvězd                      |                  |
| Maďarsko |                    | Záslužný řád Maďarské republiky    |                  |
| Polsko   |                    | Řád znovuzrozeného Polska          |                  |
| Švédsko  |                    | rytíř Řádu Serafínů                | 1938, 15. června |
| Švédsko  | Řád polární hvězdy |                                    |                  |